# Nahulingo
Nahulingo ou Nahuilingo () é um município localizado no departamento de Sonsonate, em El Salvador.

## Transporte
O município de Nahulingo é servido pela seguinte rodovia:
- CA-12, que liga o distrito de Metapán (Departamento de Santa Ana) (e a Fronteira El Salvador-Guatemala, na cidade de Concepción Las Minas) à cidade de Acajutla (Departamento de Sonsonate)
- SON-10  que liga a cidade de Sonsonate ao município de Cuisnahuat
- SON-34  que liga a cidade ao município de Izalco [1]